# Gränna AIS
Gränna AIS, bildad 1927, är en idrottsförening som ligger i Gränna, Jönköpings kommun. I nuläget (2020) så har föreningen cirka 800 medlemmar.
Gränna AIS har fyra olika sektioner för fotboll, innebandy, gymnastik och racketsport. Föreningen har även ett gym som ligger i källaren av GAIS-gården.

## Innebandy
Herrlaget är uppdelat inom 2 serier, ett division 2 lag och ett division 3.